# Åke Forsberg
Sven Åke Forsberg, född 16 oktober 1923 i Mo församling, Västernorrlands län, död 18 september 2020 i Mo distrikt, Västernorrlands län, var en svensk inredningsarkitekt.
Forsberg, som var son till hemmansägare Mårten Forsberg och Viola Berggren, utexaminerades från Högre Konstindustriella Skolan 1952. Han var inredningsarkitekt på Kooperativa förbundets arkitekt- och ingenjörskontor samt var, tillsammans med hustrun Gunilla Forsberg, som var dotter till arkitekt Dag Ribbing, innehavare av firman Åke & Gunilla Forsberg inredningsarkitekter. Han var styrelseledamot i Svenska inredningsarkitekters riksförbunds stockholmsavdelning.
Forsberg inredde bland annat Landsorganisationens kursgård vid Täljöviken i Åkersberga, varuhuset PUB vid Hötorget i Stockholm, Runö skola i Lidingö, Kooperativa förbundets kursgård Vår Gård i Saltsjöbaden, Brunnsviks folkhögskola samt restauranger, serveringar, Domusvaruhus och Konsumbutiker.
Forsberg var på senare år bosatt i Gottne.